# Фрапье, Леон
Лео́н Эже́н Фрапье́ (фр. Léon Eugène Frapié; 27 января 1863, Париж — 29 сентября 1949, Париж) — французский писатель, драматург, критик и журналист, представитель реализма, второй по счёту лауреат Гонкуровской премии (премия 1904 года за роман «Детский сад» («:La Maternelle»). Награждён орденом Почётного легиона.

## Жизнеописание

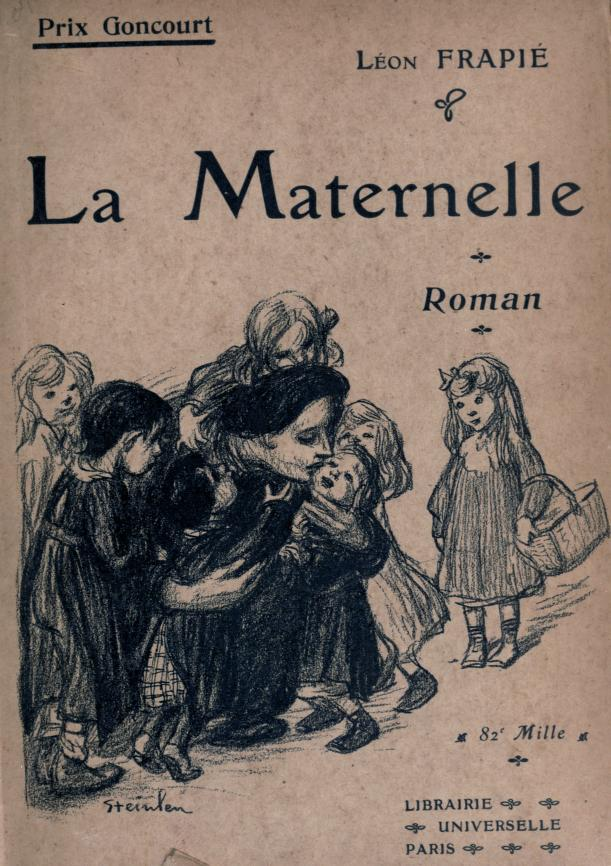
Обложка романа «Детский сад»

Леон Эжен Фрапье родился в семье Леона Мари Фрапье — токаря, а впоследствии ювелира, и Жозефины Робер. Учился в парижских лицеях Святого Людовика и Людовика Великого. Работал в Сенской префектуре полиции. Творческую деятельность начал со статей для различных журналов и газет, а потом стал писать литературные произведения. В 1904 году получил Гонкуровскую премию за роман «Детский сад». В этом произведении речь идет о школьниках — детях бедняков. Все книги Леона Фрапье написаны в традициях реализма.
В 1933 году снята лента «Детский сад» (Жан Бенуа-Леви, Мари Эпштейн и Мадлен Рено) по мотивам одноимённого романа Леона Фрапье. В 1935 году Национальный совет кинокритиков США отметил её как один из лучших фильмов на иностранном языке. В 1948 осуществлена ещё одна экранизация «Детского сада» (Анри Диаман-Берже, Бланшет Брюнуа и Марсель Мулуджи).
Был членом Общества литераторов (Société des Gens de lettres), профсоюза профессиональных авторов, композиторов и стажеров (Syndicat des Auteurs et Деятельности stagiaires professionels), профсоюза литературных критиков (Association syndicale de la Critique littéraire) и профсоюза журналистов (Syndicat des Journalistes). Увлекался гиревым спортом, греблей и велосипедным спортом. Жил в Париже, на улице Брошан, 35. Был женат на Леони Муийфер. Имел двух сыновей — Анри и Пьера.